# BET (Francia)
BET es un canal de televisión por suscripción francés, propiedad de Paramount Global. Es la versión francesa del canal estadounidense BET. Fue lanzado el 17 de noviembre de 2015.
En octubre de 2015, el lanzamiento de BET France fue programado para el 17 de noviembre de 2015. Este anuncio generó polémica por la ausencia de presentadores negros en un canal históricamente vinculado a dichas comunidades..
Tras semanas de negociaciones, se llegó a un acuerdo entre Viacom y el grupo Canal+, así Canal+ conservaría los canales BET, MTV Hits France y J-One.
La voz en off del canal es la cantante China Moses.
Desde el 14 de enero de 2020, el canal fue cambiado de numeración y ahora está en el canal 85 de Canal+.
En 2021, Canal+ reemplazo a BET en sus operaciones en el extranjero por Nickelodeon Junior.